# 邪恶愿望
《邪恶愿望》（英語：What You Wish For，或譯作《怨望》）是2023年的美国惊悚电影，由尼古拉斯·汤姆内 (Nicholas Tomnay) 编剧和导演，尼克·斯塔尔 (Nick Stahl)、塔姆辛·托波尔斯基 (Tamsin Topolski)、兰迪·瓦斯奎兹 (Randy Vasquez ) 和佩内洛普·米切尔 (Penelope Mitchell)主演。

## 剧情
瑞安是一名负债的厨师，他到一个拉丁美洲国家躲债，与多年未见的朋友杰克相聚。杰克现在为一家神秘的宴会承包商做厨师。当杰克因不明原因吊死时，瑞安认为他的自杀是摆脱自己经济困境的一个机会。他假冒杰克的身份，接下了晚宴订单，却发现食材需要"捕猎"人肉获取。